# Nanoa enana
Genre
Espèce
Nanoa enana, unique représentant du genre Nanoa, est une espèce d'araignées aranéomorphes de la famille des Pimoidae.

## Distribution
Cette espèce est endémique des États-Unis. Elle se rencontre de 925 à 1 530 m d'altitude dans le sud de la chaîne des Cascades et les monts Siskiyou dans le comté de Siskiyou en Californie et dans le comté de Jackson en Oregon.

## Description
Le mâle holotype mesure 1,42 mm et la femelle paratype 1,65 mm.

## Publication originale
- Hormiga, Buckle & Scharff, 2005 : Nanoa, an enigmatic new genus of pimoid spiders from western North America (Pimoidae, Araneae). Zoological Journal of the Linnean Society, vol. 145, p. 249-262 (texte intégral).